# 시드니 천문대

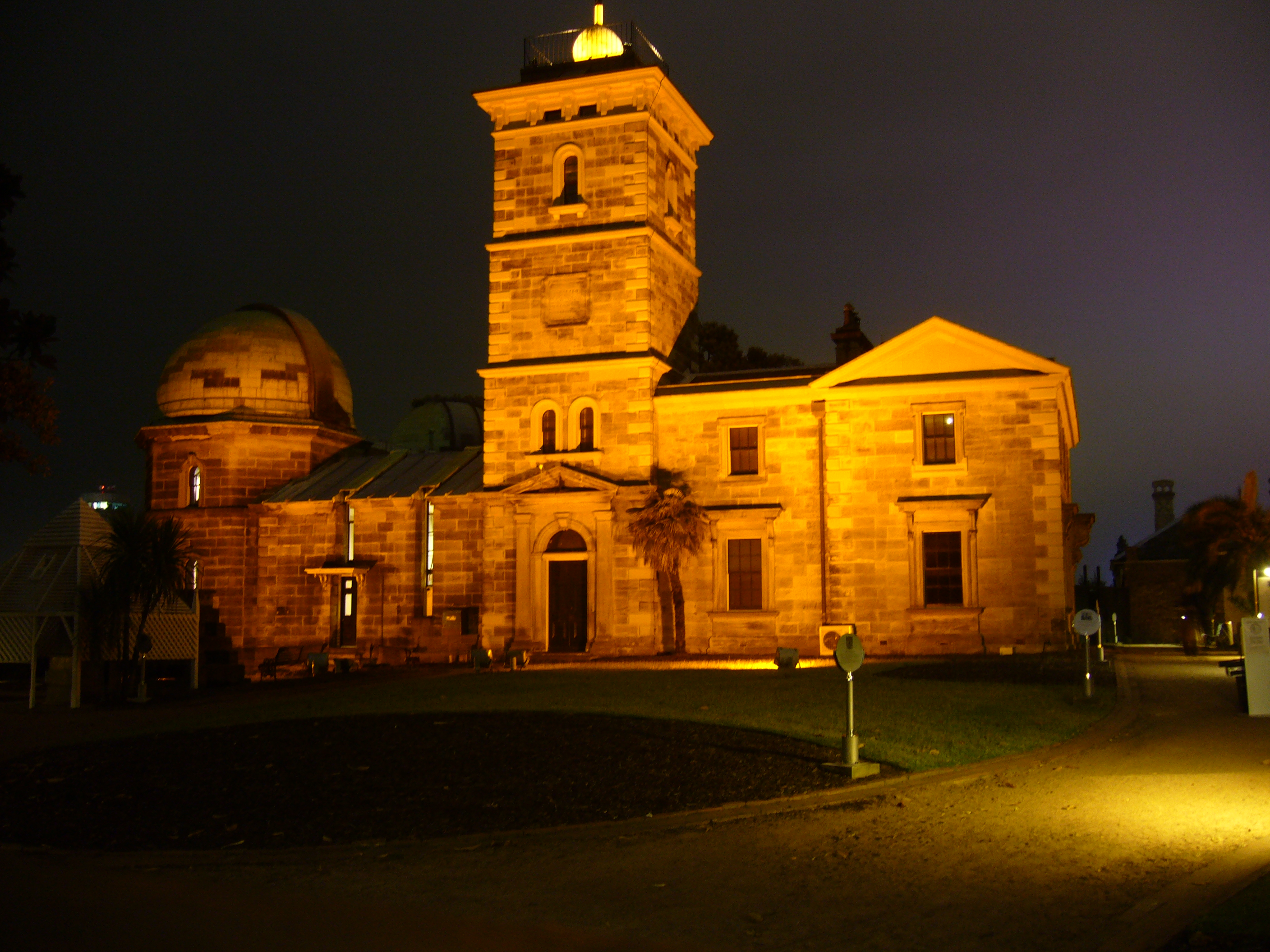
시드니 천문대

시드니 천문대(영어: Sydney Observatory)는 시드니에 있으며 현재는 시드니 천문대 공원의 일부다. 이 장소는 풍차가 위치했던 윈드밀 힐(Windmill Hill)에 세워진 요새가 훗날 천문대로 바뀐 것이다. 현재는 박물관으로 운영되고 있으며 이곳을 저녁에 방문하면 40cm 크기의 현대식 슈미트-카세그레인식 망원경과 1874년에 세워진 29cm 크기의 굴절 망원경으로 천문관측을 할 수 있다.